# Бобкова Валентина Іванівна
Валентина Іванівна Бобкова (1921-1981) — ткаля Московського шовкового комбінату імені Рози Люксембург «Червона Троянда». Герой Соціалістичної Праці (1966), лауреат Державної премії СРСР (1975).

## Біографія
Валентина Бобкова народилася у 1921 році у селі Левіно (нині — Мединського району Калузької області) у селянській сім'ї.
У 1936 році закінчила школу фабрично-заводського учнівства і стала працювати ткалею у Москві на шовковому  комбінаті імені Рози Люксембург «Червона Роза». Під час Другої світової війни брала участь у будівництві оборонних споруд під Москвою. У 1942 році вступила до  КПРС.
Валентина Бобкова пропрацювала на комбінаті «Червона Роза» понад 45 років, ставши висококваліфікованим спеціалістом. Брала участь у Стахановському русі, була багатоверстатницею, неодноразово ставала переможницею соціалістичних змагань. У 1959 році запропонувала виконати план семирічки за п'ять років, у результаті виконала його за 4 роки 3 місяці. План 8-ї п'ятирічки  вона виконала раніше  строку  на 22 місяці.
Була ініціатором виконання двох п'ятирічних планів у 10-й п'ятирічці, з чим успішно справилась. Стала ініціатором руху «За найвищу зону обслуговування ткацьких верстатів і досягнення максимальної продуктивності праці».
Була ударником 9-ї і 10-ї п'ятирічок. Навчила майстерності понад 20 ткаль, серед яких Герой Соціалістичної Праці, лауреат Державної Премії СРСР Ніна Федорівна Міновалова.
Була ініціатором виконання двох п'ятирічних планів у 10-й п'ятирічці, з чим успішно справилась. За період  роботи перейшла з 12 станків на 72.
У 1966 році Бобковій було присвоєно звання Героя Соціалістичної Праці. У 1975 році вона стала лауреатом Державної премії СРСР — «За видатні  результати, отримані на основі збільшення зон обслуговування ткацьких верстатів, за суміщення  професії та  ініціативу у розгортанні руху наставництва».Окрім  цього, вона нагороджена трьома орденами і багатьма медалями.
Обиралась делегатом XXIV і XXV з'їздів КПРС, депутатом Московської ради  і Фрунзенської районної ради, членом Московської федерації профспілок.
Померла у 1981 році.

## Сім'я
Чоловік  — Альберт Александрович Бобков — робітник комбінату «Червона Роза».